# 第74步兵師 (德國國防軍)
德國國防軍陸軍第74步兵師（德語：74. Infanterie-Division）是納粹德國國防軍陸軍的一個在第二次世界大戰期間原定組建的步兵師。
該師原定由米洛維茨步兵師的人員組成，但最後並沒有組建，該師原定的下轄部隊也沒有組建。

## 註腳
1. ↑  Mitcham（2007年）